# مشتى الحلو
مشتى الحلو بلدة ومصيف تتبع لمحافظة طرطوس في سوريا وترتفع عن سطح البحر حوالي 600 متر وتتدرج بالارتفاع نظرًا لموقعها الجغرافي بين الجبال وتحيط بها المرتفعات والجبال الخضراء من كل جانب.

## الموقع الجغرافي
تقع على هضبة خضراء وتبعد عن طرطوس حوالي 45 كم وعن حمص حوالي 62 كم وعن العاصمة دمشق حوالي 220 كم.

## الطبيعة والمناخ
تتنوّع طبيعة البلدة من جبال وغابات محيطة، أما المناخ فهو مُعتدل ولطيف صيفاً وبارد أو شديد البرودة شتاءً تتساقط فيه الثلوج أحيانًا.

## السكان والمساحة
بلغ عدد سكان مشتى الحلو عام 2005 حوالي 3440 نسمة مسجلين في النفوس ويتوزعون على معظم أراضي البلدة التي تبلغ مساحتها حوالي 490 هكتار منها (22% أراضي زراعية-46% حراج وغابات -30% أبنية) أي 4900000 متر مربع ويتضاعف عدد السكان إلى عدة أضعاف في موسم السياحة. توجه إليها النازحون بعد اندلاع الثورة السورية ضد نظام الاسد الفاشي عام 2011، معظمهم كان من مدينة حمص ومن كل الأديان، ممّا أدى لتضاعف عدد سكانها حوالي 10 أضعاف ليصل إلى قرابة 30000 مع نهاية عام 2014.

## السياحة
يعد مصيف مشتى الحلو من أهم المصايف السورية وأكثرها جذبًا للسيّاح، إذ يقصدها العرب والأجانب، حيث يجدون الهواء النقي والمعتدل وأيضاً لاكتمال مقومات السياحة فيها من منتجعات راقية وفنادق ومطاعم واستراحات ومقاهي ومنتزهات وكافة الخدمات السياحية، وتحيط بالمنطقة مجموعة من الأماكن والمواقع الأثرية إضافة للمغاور والكهوف والأماكن الطبيعية، وتنتشر الجبال الخضراء والغابات في محيط مشتى الحلو، وفي المنطقة عدد كبير من الينابيع العذبة الطبيعية الباردة.
ويقام في مشتى الحلو مهرجان سياحي فلكلوري سنوي في شهر 9 من كل عام "مهرجان مشتى الحلو"، وعروض ومسابقات وحفلات متنوعة، إضافة لمهرجان تراثي وهو مهرجان السيدة الذي يحتفل به منذ عشرات السنين ويقام في منتصف شهر 8 من كل عام، وفعاليات في مهرجان الموسيقى وعدد من النشاطات السياحية.
من منتجعات وفنادق ومطاعم ومنتزهات مشتى الحلو:
- منتجع مشتى الحلو
- فندق مونتانا
- فندق بانوراما
- فندق الكرم
- فندق البرادايس
- منتزه ومطعم رأس النبع
- منتزه ومطعم نبع العروس
- مطعم جنة نبع الجسر
- مطعم المرج
- مطعم قصر المشتى
- مطعم نبع الشير
- مقهى ليالينا
- مقهى عالبال
- مقهى كان ياما كان
- مقهى اولد هاوس - OLD HOUSE
- مقهى الوادي الأخضر
- مقهى الخوري
- مقهى الكابتن
- مقهى حارتنا

## القرى المجاورة
- كفرون سعادة
- كفرون بشور
- كفرون رفقة
- عيون الوادي
- سبة
- حابا
- عين الصحن

## وصلات خارجية
- https://www.mashtaalhelousyria.com/,